# Joan Sofron

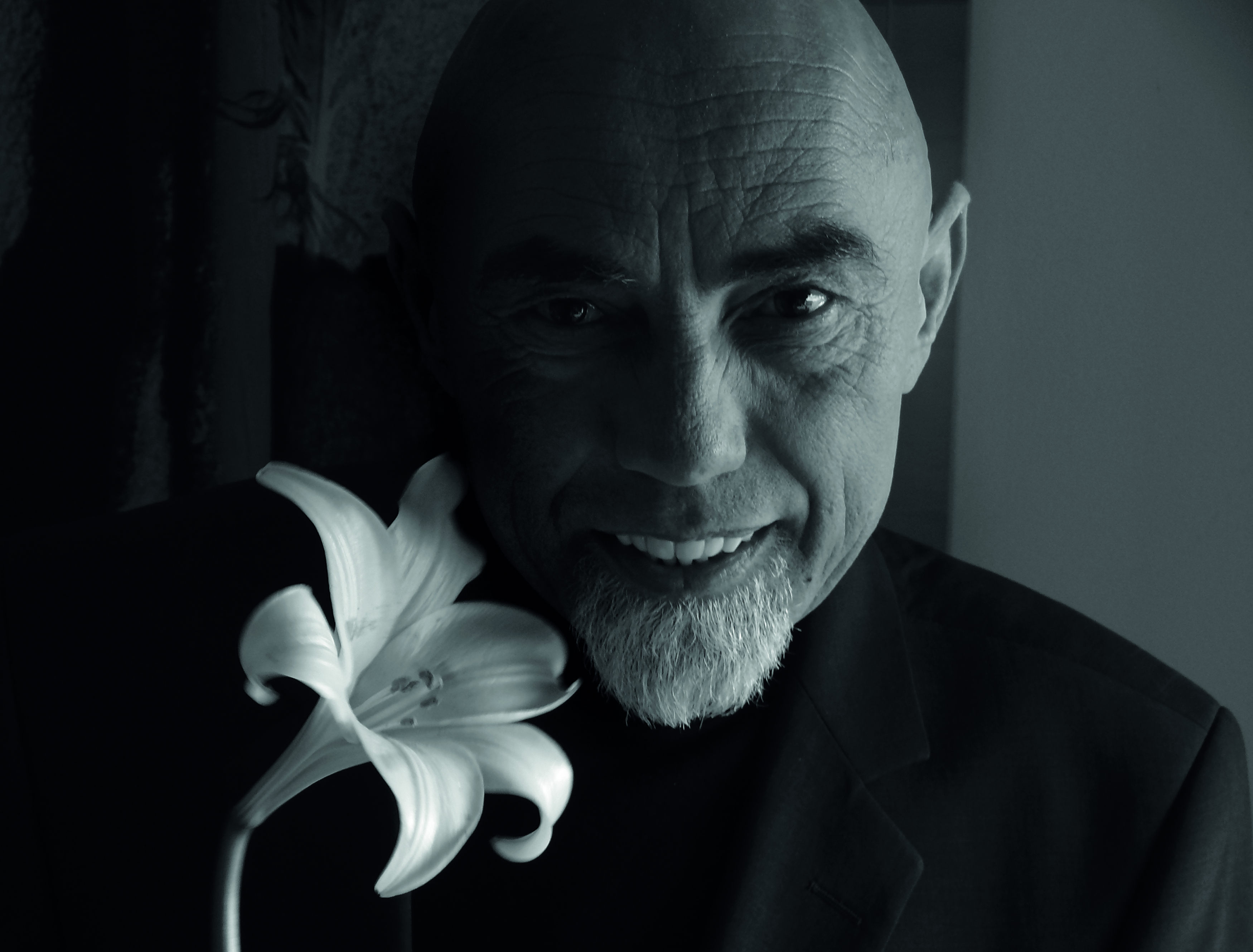
Joan Sofron (2013)

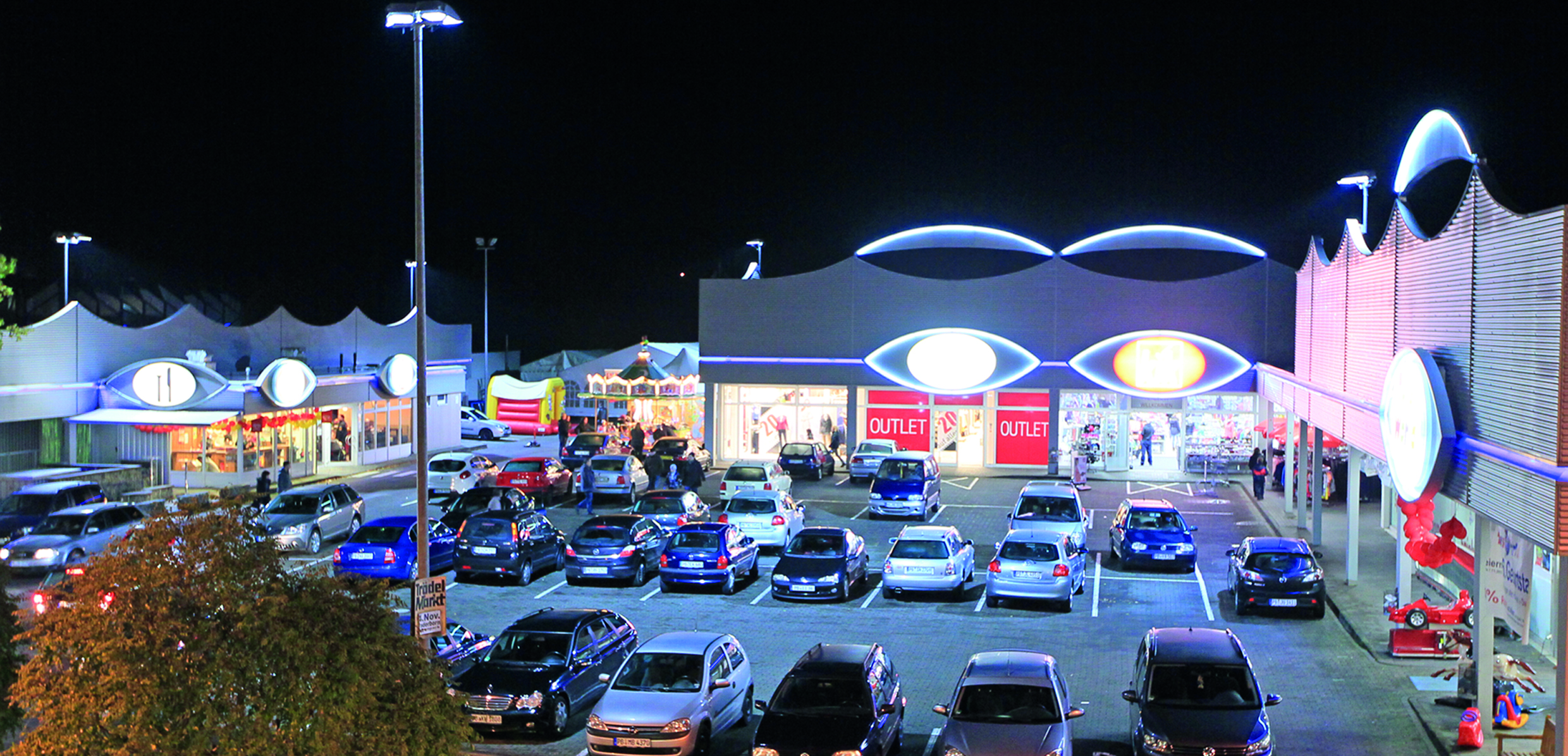
Einkaufszentrum Dören-Park Paderborn mit von Sofron 2005 gestalteten Fassade und Werbeturm

Joan Sofron (* 1965 in Satu Mare, Rumänien) ist ein rumänischer Designer und Künstler. Bekannt wurde Joan Sofron insbesondere durch seine Gestaltung großflächiger Fassaden von Industrieanlagen und Handelshäusern.

## Leben
Nach dem Abitur am Gymnasium für Philologie und Geschichte in Satu Mare/Rumänien übersiedelte Joan Sofron 1984 nach Deutschland. Als Autodidakt arbeitete Sofron ab 1985 als freischaffender Künstler. Nach einem Praktikum im Fach Design an der Malschule/Kunst-Werkstätte Doris Stanke in Lage/Lippe arbeitete Sofron bei verschiedenen Werbeagenturen, bevor er sich wieder der freiberuflichen Tätigkeit zuwandte. Ab 1999 war Sofron über mehrere Jahre als Gastprofessor für Design und Kunst an der Universität Oradea in Rumänien tätig. 2008 bis 2009 lehrte Joan Sofron an der Fachhochschule des Mittelstands (FHM) in Bielefeld das Fach Design-Projektmanagement.
Joan Sofron lebt und arbeitet heute in Paderborn und Palma, Mallorca.

## Berufliche Karriere, Werk
Die Fülle der Arbeiten Sofrons lässt keine Kategorisierung zu, der Künstler beschränkt sich nicht auf eine Ausdrucksgattung, er selbst sieht sich nicht nur Maler, Grafiker oder Bildhauer. „Ich stelle ebenso Ideen her, nicht nur Werke in einem bestimmten Medium“.

### Malerei
Die Arbeiten des Malers Joan Sofron sind vorrangig durch Mischtechniken ausgeführt, die neben den kalligrafischen Elementen, insbesondere den Einsatz von Öl- und Acrylfarbe, Spachteltechnik, Pinsel, Sieb, Lineal, Zirkel, Feder und Bleistift umfassen. Als Malgrund dienen in der Regel Papier und Leinwand. Weiterhin gehört die Collage zu seinen Techniken.

### Design

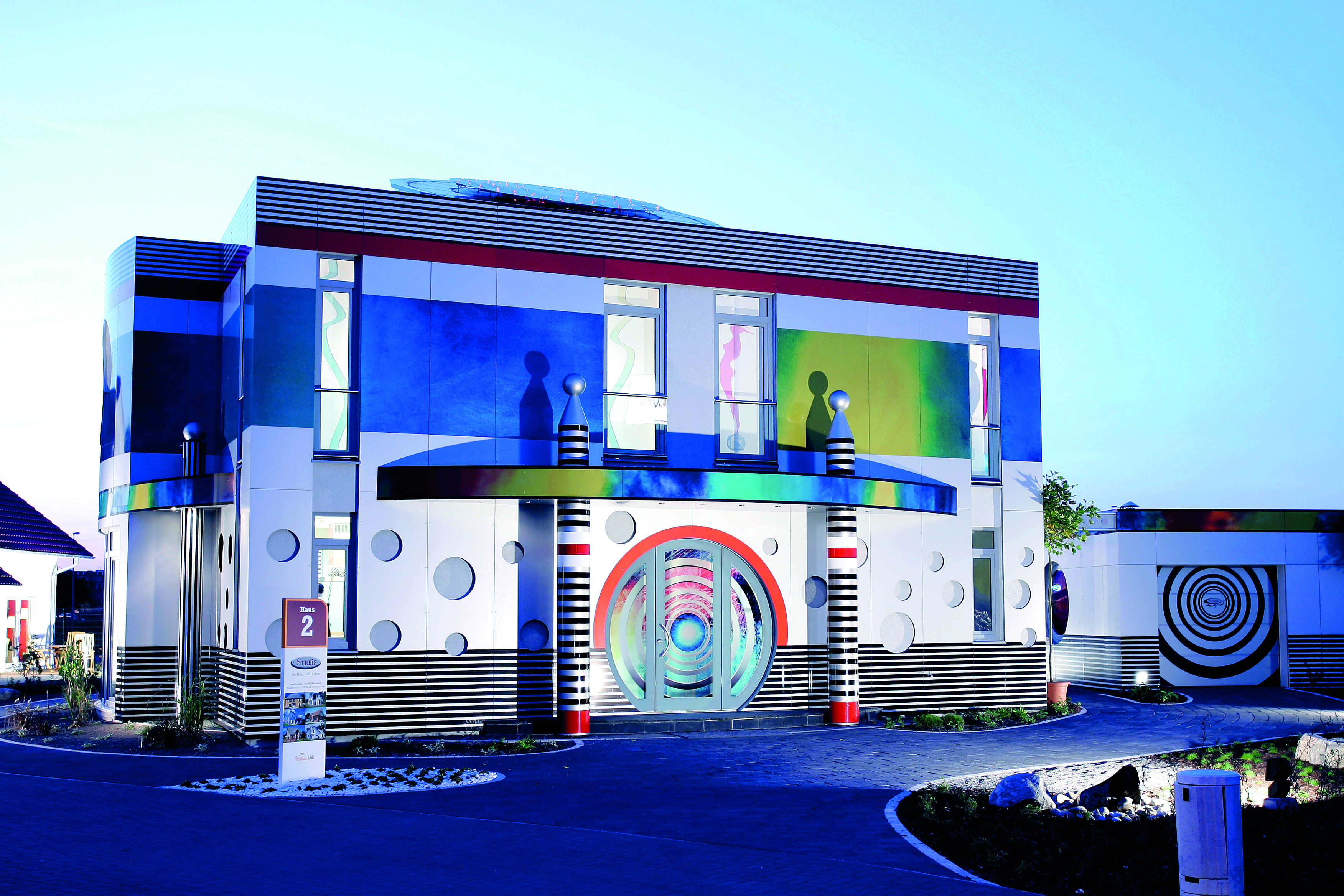
STREIF Musterhaus Joan Sofron in Hannover

Als Designer ist Sofron insbesondere für große Industrieunternehmen international tätig. Seine Motive und Designs sind auf unzähligen Alltagsprodukten, vom Kopfkissen bis zur Fußmatte, vom Joghurtbecher und Telefonkarte bis hin zu logistischen Leitsystemen zu finden. 
Sofron betätigt sich zudem auf dem Gebiet der Architektur und entwickelt Raumkonzepte. So hat er sein eigenes Haus sowie ein Fertighaus entworfen und gestaltet großflächige Fassaden großer Industrieanlagen und Handelshäuser.
In Zusammenarbeit mit Thyssen Krupp Steel Europe entwickelte Sofron die Deko-Fassade „Kamelio JS“. Aus seiner Feder stammen weitere Arbeiten für zahlreiche Unternehmen wie OBI, Nobilia, Fresenius, Sixt, Homag und Streif.
Laut Sofron ist eine optisch-ästhetische Außenwirkung für Unternehmen nicht nur für die Außendarstellung, sondern auch für das Image sehr wichtig und spielt zunehmend eine immer größere Rolle. Bei seinen Designs für Unternehmen gelingt Soforn der Spagat zwischen dem Transport der Corporate Identity, der Philosophie und Tradition eines Unternehmens und dem eigenen unverkennbaren Stil.
Sofrons Designs sind heute allgegenwärtig, in Schwimmbädern, Kliniken, Restaurants, Hotels, Möbelhäusern, Wohnräumen im privaten und geschäftlichen Ambiente. Seine Kunst am Bau prägt Gebäude in vielen Städten Deutschlands. 2015 unterzeichnete Joan Sofron eine Kooperationsvereinbarung mit dem chinesischen Unternehmen China State Construction Engineering (CSCEC). Konkret geht es hier um die Kooperation bei großen staatlichen Bauprojekten und bei der Fassadengestaltung von Wolkenkratzern.

## Ehrungen
- Ehrenbürger seiner Geburtsstadt Satu Mare